# Бадија а Пасињано (Фиренца)
Бадија а Пасињано је насеље у Италији у округу Фиренца, региону Тоскана.
Према процени из 2011. у насељу је живело 52 становника. Насеље се налази на надморској висини од 343 м.